# リッチモンド (軽巡洋艦)
リッチモンド (USS Richmond, CL-9) は、アメリカ海軍の軽巡洋艦。オマハ級軽巡洋艦の1隻。艦名はバージニア州リッチモンドに因む。その名を持つ艦としては3隻目。

## 艦歴
リッチモンドは1920年2月16日にペンシルベニア州フィラデルフィアのウィリアム・クランプ・アンド・サンズ社で起工する。1921年9月29日にエリザベス・S・スコットによって命名、進水し、1923年7月2日に艦長デヴィッド・F・ボイド大佐の指揮下で就役した。

### 大戦前
ヨーロッパ、アフリカおよび南アメリカへの3か月の整調巡航が完了すると、リッチモンドは信頼性試験を行い、12月にノーフォークを出航、ニューオーリンズに向かう。同地で1923年末にリッチモンドは偵察艦隊の旗艦となる。
1924年1月初めに演習「 Fleet Problem III 」に参加し、カリブ海防衛およびパナマ運河の通過施設の試験を行った。19日にベラクルス沖に到着し、ブランキラ暗礁で座礁した防護巡洋艦タコマ (USS Tacoma, C-18) の生存者を救助した。その後政治的緊張の高まったタンピコへ向かった。26日にガルベストンに向かったが、2月3日にメキシコに戻り、プエルトメキシコから難民を救助し彼らをベラクルスへ運んだ。17日にリッチモンドは東へ向かい、プエルトリコ沖の演習に参加した。
5月にニューオーリンズへ短期間帰還し、その後北東海岸でのさらなる訓練に従事した。7月末にロードアイランド州ニューポートを出航し、陸軍機の世界一周飛行の航路に沿ったステーション艦としての任務に従事した。続いて9月から12月までニューヨーク海軍工廠でオーバーホールを行う。
1925年1月、偵察艦隊軽巡洋艦部隊旗艦に復帰したリッチモンドは、カリブ海での訓練に参加。2月に入り、パナマ運河を通過して西海岸に向かい、3月からはカリフォルニア州沿岸で訓練を行った。4月には、ハワイで行われた陸海軍合同訓練に参加し、戦闘艦隊のオーストラリアおよびニュージーランドへの親善航海にも加わった。11月23日にノーフォークに戻った後、1926年はカリブ海と東海岸で行動した。1927年2月1日、リッチモンドは再びパナマ運河を西航し、ハワイ海域での訓練に参加した後、4月3日に上海に到着。アジア艦隊に所属して中国を拠点として行動し、修理と訓練の要ある時だけフィリピンに向かった。1928年4月14日に中国を離れたリッチモンドは、帰途にニカラグアのコリントに寄港した後、サンペドロに到着した。7月25日に同地を出港し、パナマ運河を東航したリッチモンドは、以後の6年間はニューイングランドを拠点として大西洋とカリブ海での艦隊訓練を、休止期間を度々はさみつつ行った。
1934年9月から1937年12月にかけては、リッチモンドは偵察艦隊の一艦として西海岸方面で行動し、12月21日から1938年5月10日までは東海岸潜水艦部隊旗艦の任にあった。8月26日、リッチモンドは潜水艦部隊を率いて西海岸に向かい、引き続き旗艦を務めた。1939年冬から1940年秋までは大西洋に戻り、部隊の潜水訓練を行った後、12月21日に潜水艦部隊旗艦の任を離れた。
1941年に入り、リッチモンドは真珠湾に移動。1月から6月までは偵察艦隊旗艦を再び務め、10月までハワイ水域で行動した後、第3巡洋戦隊と共にカリフォルニアに向かい、11月からは中立パトロールを開始した。12月7日、リッチモンドはチリのバルパライソに向かっている途中だった。

### 第二次世界大戦
真珠湾攻撃でアメリカが正式に参戦すると同時に、リッチモンドの任務は戦時任務に切り替えられた。パナマ沖での哨戒の後、1942年に入って増援の輸送船団をガラパゴス諸島沖からソシエテ諸島まで護衛。パナマからチリにかけての哨戒を再開した後、12月にオーバーホールのためサンフランシスコに帰投した。1943年1月、オーバーホールを終えたリッチモンドは、アリューシャン列島に向かった。
1月28日、リッチモンドはウナラスカに到着。2月3日には第16.6任務群の旗艦となり、任務群はアムチトカ島への輸送船団の護衛にあたった。2月10日、リッチモンドは日本機の空襲を受け、2月18日にはアッツ島のホルツ湾とチチャゴフ港に対して艦砲射撃を行った。
任務群はアッツ島およびキスカ島への日本軍の増援を完封する哨戒行動を開始した。3月に入り、この哨戒線を突破して二島への増援を果たそうと、第五艦隊（細萱戊子郎中将）は2隻の重巡洋艦、2隻の軽巡洋艦、4隻の駆逐艦および3隻の輸送船を繰り出して、3月22日に幌筵島を出撃して二島を目指した。第16.6任務群はチャールズ・「ソック」・マクモリス少将に率いられ、リッチモンドと重巡洋艦ソルトレイクシティ (USS Salt Lake City, CA-25) および4隻の駆逐艦を以って西方に向かい、両艦隊はアッツ島の西方290キロ、コマンドルスキー諸島の南方160キロの海上で接触した。第五艦隊は輸送船に護衛の駆逐艦1隻をつけて遠ざけた上で、8時40分に両艦隊は戦闘状態に入った。アッツ島沖海戦である。
リッチモンドが先制の発砲を行った後、第五艦隊はソルトレイクシティに対して集中的に攻撃。正午ごろまでに、ソルトレイクシティは被弾した破口からの海水が機関系統に入り込んで航行不能となったが、それでも砲撃を続けた。味方駆逐艦が第五艦隊に対する雷撃を試みて突撃すると、リッチモンドはソルトレイクシティの救援に向かった。第五艦隊にとってはあらゆる面で好機だったが、その攻撃は実に散漫であった。駆逐艦が代わる代わる第五艦隊を翻弄した後、リッチモンドは動力を取り戻したソルトレイクシティおよび駆逐艦を集合させ、再び西方に向かおうとしたが、その時には第五艦隊はすでに退却した後だった。
第16.6任務群は、日本軍のアッツ島とキスカ島への補給を断念させるという目的を果たした。5月のアッツ島の戦いにより、アメリカ軍はアッツ島を奪還した。
8月に入り、キスカ島にいる「はず」の日本軍への圧力は一層強まった。リッチモンドもキスカ島に対する艦砲射撃に参加した。キスカ島への上陸は8月15日に行われたが、抵抗は全くなかった。日本軍はこれより先の7月29日に実施されたキスカ島撤退作戦でいなくなっており、アメリカ軍は日本軍の撤退に全く気付いていなかった。8月24日にリッチモンドはアリューシャン列島を出航し、メア・アイランド海軍造船所でオーバーホールが行われた。その後キスカ島に戻り、同年末までアリューシャン列島西部の偵察に従事した。1944年2月4日、リッチモンドは千島列島に対する砲撃任務を開始し、第二次世界大戦末まで対船舶掃討任務と交互に行った。
終戦後、リッチモンドはフランク・J・フレッチャー中将の北太平洋部隊の一艦として日本北部の占領任務を支援した。1945年9月6日に大湊で北太平洋方面の降伏調印式が行われた後、9月14日に出航し真珠湾に向かい、続いて不活性化のためフィラデルフィアに向かった。12月21日に退役したリッチモンドは1946年1月21日に除籍され、1946年12月18日にペンシルベニア州ベスレヘムのパタプスコ・スクラップ社に売却された。
リッチモンドは第二次世界大戦の戦功で2個の従軍星章を受章した。